# Baliga conjuncta
Baliga conjuncta är en insektsart som först beskrevs av C.-k. Yang 1999.  Baliga conjuncta ingår i släktet Baliga och familjen myrlejonsländor. Inga underarter finns listade i Catalogue of Life.